# Hadena natalensis
Hadena natalensis är en fjärilsart som beskrevs av Butler 1875. Hadena natalensis ingår i släktet Hadena och familjen nattflyn. Inga underarter finns listade i Catalogue of Life.